# Federação Brasileira pelo Progresso Feminino

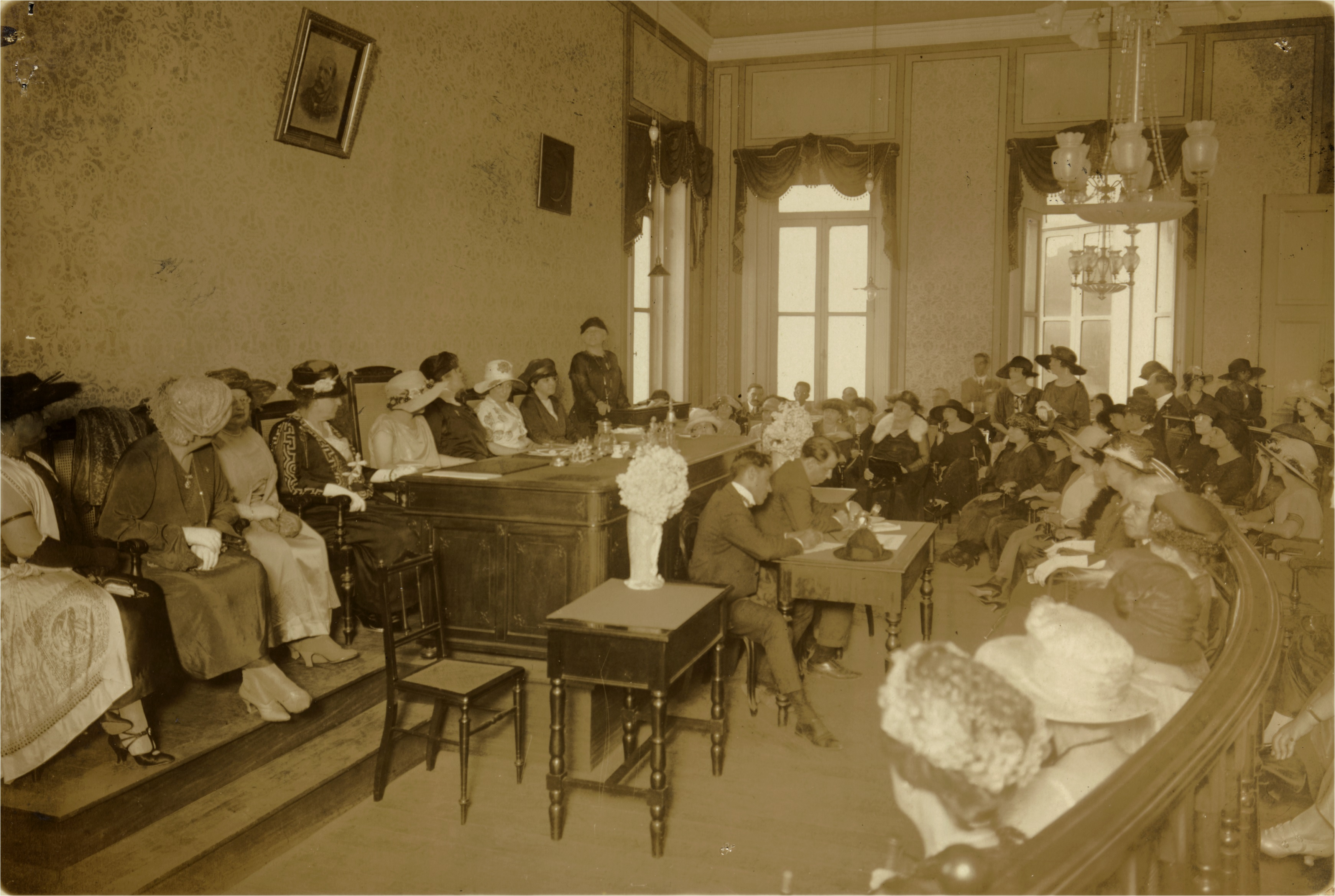
Premier congrès de la FBPF en 1922.

La Fédération brésilienne pour le progrès féminin (Federação Brasileira pelo Progresso Feminino, FBPF) est une organisation fondée le 9 août 1922 à Rio de Janeiro en faveur des droits civils et politiques des femmes, principalement à l'initiative de la leader féministe brésilienne Bertha Lutz. La FBPF est l'héritière de la Ligue pour l'émancipation intellectuelle des femmes, fondée en 1919 et dissoute en 1922 après la participation de Bertha Lutz à la Conférence panaméricaine des femmes, qui a institué la Ligue brésilienne pour le progrès des femmes en tant qu'affiliée de la Pan Association de femmes américaines. En 1924, l'organisation est rebaptisée Fédération brésilienne pour le progrès féminin.

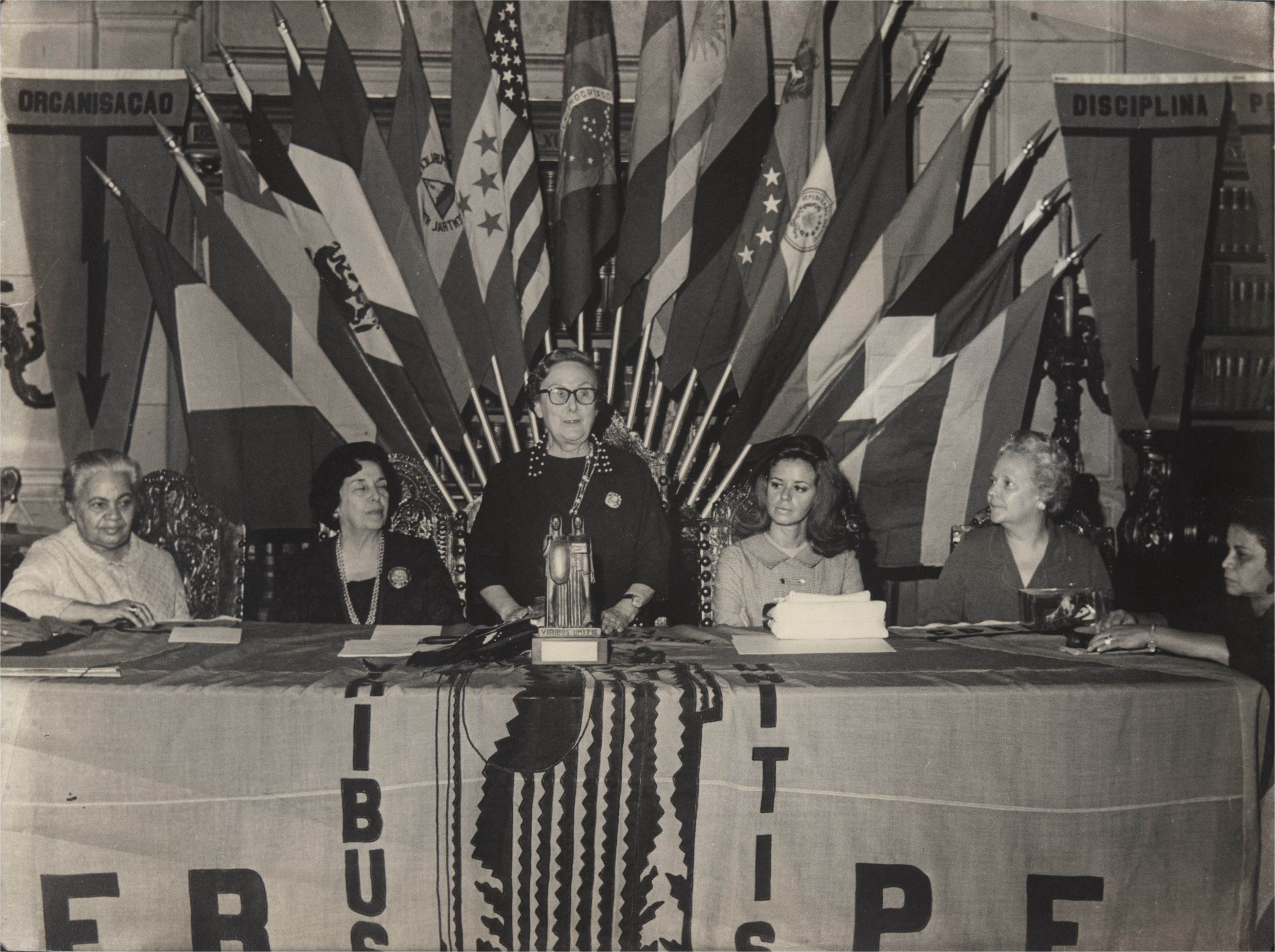
Bertha Lutz (au centre) au quarante-cinquième anniversaire de la FBPF en 1967.

Au cours de ses années de plus grande activité[Lesquelles ?], le mouvement aboutit à des réalisations telles que la création de l'Union des femmes universitaires, l'entrée des filles au Colégio Pedro II, le vote des femmes et des lois pour la protection des femmes et des enfants.